# Francesco Capaccini
Francesco Capaccini (Roma, 14 agosto 1784 – Roma, 15 giugno 1845) è stato un cardinale italiano.

## Biografia
Nacque a Roma il 14 agosto 1784. Compì i suoi studi presso il Collegio romano appassionandosi agli studi astronomici. Nel 1811 fu a Milano come precettore a casa del conte Luigi Porro Lambertenghi. L'astronomo di Brera, Barnaba Oriani, apprezzò molto le sue capacità scientifiche e osservative e nel 1812 lo convinse a trasferirsi a Napoli come assistente di Federigo Zuccari presso l'Osservatorio di Napoli e come aggiunto alla cattedra di astronomia. Nel novembre 1815 rinunciò alla carriera scientifica e rientrò a Roma. Il cardinale Lorenzo Litta lo nominò minutante presso la Segreteria di Stato del cardinale Ercole Consalvi.
Papa Gregorio XVI lo elevò al rango di cardinale nel concistoro del 21 aprile 1845. Internunzio Apostolico nei Paesi Bassi dal 1828 al 1831, una raccolta di sue aepistolae di ambito diplomatico è pubblicata nelle Lettres de Francesco Capaccini del 1827, ristampate nel 1983 dalla s'-Gravenhage, e oggetto di studio nell'Università Cattolica di Lovanio in Belgio.
Morì il 15 giugno 1845 all'età di 60 anni.